# Zinkprotoporfyrine
Zinkprotoporfyrine (ZPP) is een stof, die voorkomt in rode bloedcellen als de productie van heem wordt geremd door lood en/of door gebrek aan ijzer. In plaats van dat er voor de heemvorming in protoporfyrine IX, een ijzerion opgenomen wordt, wordt er een zinkion opgenomen.

## Klinisch gebruik
Het meten van de hoeveelheid zinkprotoporfyrine in rode bloedcellen wordt o.a. gebruikt als test op loodvergiftiging. en op ijzergebreksanemie.
Er is een aantal klinische situaties waarbij het meten van de hoeveelheid zinkprotoporfyrine zinvol is. Verhoogde zinkprotoporfyrine-waarden komen bijvoorbeeld voor bij:
- loodvergiftiging
- ijzergebreksanemie
- sikkelcelanemie
- sideroblastische bloedarmoede
- blootstelling aan vanadium

Door de fluorescentie-eigenschappen van zinkprotoporfyrine in intacte rode bloedcellen kan de ZPP/heem molaire verhouding snel en tegen lage kosten in een kleine hoeveelheid bloedmonster gemeten worden.

## Geschiedenis
Zinkbevattende porfyrinen zijn al bekend sinds de dertiger jaren van de twintigste eeuw. Sinds 1974 kwamen ze meer in de belangstelling door de ontdekking dat zinkprotoporfyrine het belangrijkste nietheem porfyrine in rode bloedcellen was als gevolg van loodvergiftiging of ijzergebreksanemie. Het was op dat moment al bekend dat nietheem protoporfyrine IX gehalten onder deze omstandigheden werden verhoogd, maar eerdere onderzoekers hadden extractiemethoden gebruikt waarbij zinkprotoporfyrine werd omgezet in ongebonden protoporfyrine IX.